# Papudo
Papudo es una comuna del litoral central de Chile, ubicada en la provincia de Petorca, Región de Valparaíso. Su principal poblado es el balneario del mismo nombre. Recientes proyectos inmobiliarios a lo largo de la costa lo han hecho un destino de verano para la población acomodada de Santiago. Se encuentra situado a 175 kilómetros de Santiago, a 90 km al norte de Valparaíso, Capital Regional.

## Historia
En mayo de 1536, anticipándose un mes a Diego de Almagro y sus huestes, el español Alonso Quintero desembarcó en la playa de Papudo, ocupada por indígenas changos (o camanchangos), liderados por el cacique Carande (Cara grande). Este se caracterizaba por tener una doble barbilla o papada, rasgo que motivó a los españoles a designar el lugar como puerto del Papudo. La agrupación indígena liderada por Carande no era el pueblo de mayor importancia en el pequeño valle, sino que solo fue el primer grupo de nativos que encontró Quintero.
Dos acontecimientos destacan en el siglo XVI en Papudo el embarque furtivo de García Hurtado de Mendoza en 1561, en dirección a Perú y el desembarco de sir Francis Drake, en 1578. La estadía del corsario en la caleta originó la leyenda del tesoro de la Quebrada del Francés y de la Cueva del Pirata ubicada en los acantilados costeros.
A principios del siglo XVII el sector de Papudo y las tierras aledañas pertenecían a Isabel Osorio de Cáceres, quien falleció el 6 de agosto de 1620. Las tierras (estancia Pullalli o Pullally) pasaron a manos de su hijo Diego Bravo de Saravia, quien hizo dejación en su hermano Jerónimo, y al morir este en 1646 la encomienda pasó a manos de su único hijo varón, el general Francisco Bravo de Saravia y Ovalle. Este nieto de Isabel Osorio se convirtió en el primer marqués de la Pica, título creado en 1684 (abolido por las reformas republicanas de Bernardo O'Higgins, continúa vigente en España). El heredero del título debía ser su hijo Jerónimo Bravo de Saravia y Henestroza, pero este murió en Perú en 1685, antes que su padre, fallecido en 1703. La hermana de Jerónimo, Agustina, se había casado con Fernando Francisco de Irarrázaval Zapata, sucesor de las encomiendas de Rapel y Pocoa, quien murió en 1690, y heredó estas dos encomiendas el hijo de ambos, Antonio Bravo de Saravia Irarrázaval, quien, por orden del primer marqués usaba el apellido materno Irarrázaval antepuesto. Antonio se casó en 1699 Marcela María Norberta Bravo de Saravia, heredera del marquesado de Pica.Fue así como Antonio Irarrázaval (Yrarrázaval) gozó de la tercera vida de la encomienda del marqués y él mismo fundó mayorazgo, el 2 de octubre de 1728, sobre las estancias de Pullally e Illapel. Desde entonces se vinculó por generaciones a los Irarrázaval a la gran hacienda Pullaly y las playas del Papudo de la época de la Conquista.
El historiador Milton Godoy Orellana recopiló una descripción del Papudo colonial escrita por Alcedo que dice: "... una pequeña ensenada recogida frecuentada por embarcaciones peruanas para cargar sebo, cordobanes y jarcias de los pueblos de Chuapa y La Ligua, por la preferencia que dan a los cáñamos de este valle, y es lo mejor que se fabrica en todo el reino." El cronista español del siglo XVII Diego de Rosales escribió que en 1659 se hundió el barco Nuestra Señora La Antigua, "nave que fue empujada por los vientos del sudoeste hacia los peñascos de la costa, destruyéndose completamente" y Godoy realizó una investigación en torno a este hecho, que permitió identificar un antiguo naufragio en punta Pite que no estaba registrado en los mapas de la Armada de Chile. 

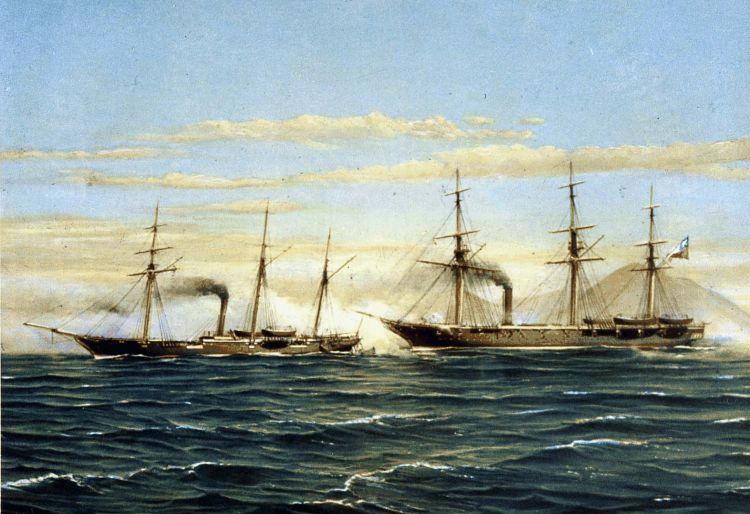
Combate de Papudo por Thomas Somerscales

A partir de 1860, familias de Santiago de Chile y Valparaíso comienzan a veranear en las casas, chozas o bodegas que pudieran habilitarse, viviendo en forma modesta. 
El combate de Papudo, ocurrido en el marco de la Guerra hispano-sudamericana el 26 de noviembre de 1865, tuvo por contendientes a la corbeta chilena Esmeralda y la goleta española Virgen de Covadonga y supuso la captura de esta última.
En 1897, el dueño de la gran hacienda Pullally, Fernando Irarrázaval Mackenna, V marqués de la Pica, solicitó levantar el plano de una pequeña población al ingeniero Enrique Vergara Montt, y vendió terrenos por intermedio del corredor de propiedades Javier Ortúzar a personas que quisieran disponer de un lugar junto al mar. Se reservaron sitios para la plaza, la parroquia y un proyectado hotel. Más tarde, Enrique Vergara Barros, hijo del primero, levanta otro plano fechado el 25 de mayo de 1917.
Francisco Astaburoaga en 1899 en su Diccionario Geográfico de la República de Chile : 517  escribió sobre el lugar:

Papudo.-—Puerto del departamento de Ligua situado en los 32° 30' Lat. y 71º 28' Lon. Yace á 25 kilómetros hacia el SO. de la ciudad capital y seis al N. del puerto de Zapallar. Por el SE. se levanta vecino el Cerro Verde ó del Gobernador, que le sirve de marca. Es de mediana concha y de buen surgidero, aunque algo abierto á los vientos del norte. Su población, que comenzó á establecerse al lado sudeste del puerto poco antes de 1847, se ha organizado en calles, conforme al decreto de 29 de octubre de 1857, y consta de 168 habitantes de residencia fija. Contiene oficinas de correo, de tenencia de aduana y gobernación marítima, bodegas para artículos de embarque, como productos agrícolas y mineros de su mismo departamento y muelles para la facilidad de esa operación. Sobre la boca de este puerto se efectuó el 26 de noviembre de 1865, durante la guerra última con España, el combate entre el vapor chileno «Esmeralda» y el español «Covadonga», rindiéndose éste y produciendo también el hecho el suicidio, tres días después, del almirante Pareja, que bloqueaba el puerto de Valparaíso.

El geógrafo Luis Risopatrón lo describe como una ‘aldea’ en su libro Diccionario Jeográfico de Chile en el año 1924: : 220 

Papudo (Aldea) 32° 30' 71° 30' Cuenta con servicio de correos, aduanas i estación de ferrocarril i está asentada en la costa SE del puerto del mismo nombre, a 27 kilómetros al SW del pueblo de La Ligua; comenzó a establecerse antes de 1847, se ha organizado en calles conforme al decreto de 29 de octubre de 1857, contiene bodegas para depósito de productos agrícolas i mineros i hoteles para albergue dé los numerosos, visitantes que acuden en el verano a tomar baños de mar.

En 1906 se construye un muelle metálico y la pequeña caleta transforma en un importante puerto. En 1910 se tendió un ramal del ferrocarril hasta el muelle contando con una estación de trenes homónima; con el auge del puerto aumenta la población, lo que determina que en 1912 se establezca el servicio de agua potable. El pueblo comenzó a crecer hasta organizarse la Sociedad Balneario de Papudo en 1917. Diez años más tarde, el 14 de mayo de 1927, se funda la municipalidad y el puerto deja de depender de La Ligua. En 1930 Papudo se incorpora a la red telefónica del país. El muelle quedó completamente destruido en 1967 por un gran temporal que azotó la costa de la zona central del país.
En las últimas décadas Papudo, como otras ciudades costeras emergentes, ha sufrido transformaciones radicales, y las grandes y modernas construcciones han cubierto los rasgos más pintorescos y característicos del tradicional pueblo costero. Grandes proyectos inmobiliarios han surgido, como Punta Puyai, Mirador Punta Pite, Vista Mar, Marina Club, Lomas de Papudo y otros.

### La leyenda del tesoro de Francis Drake

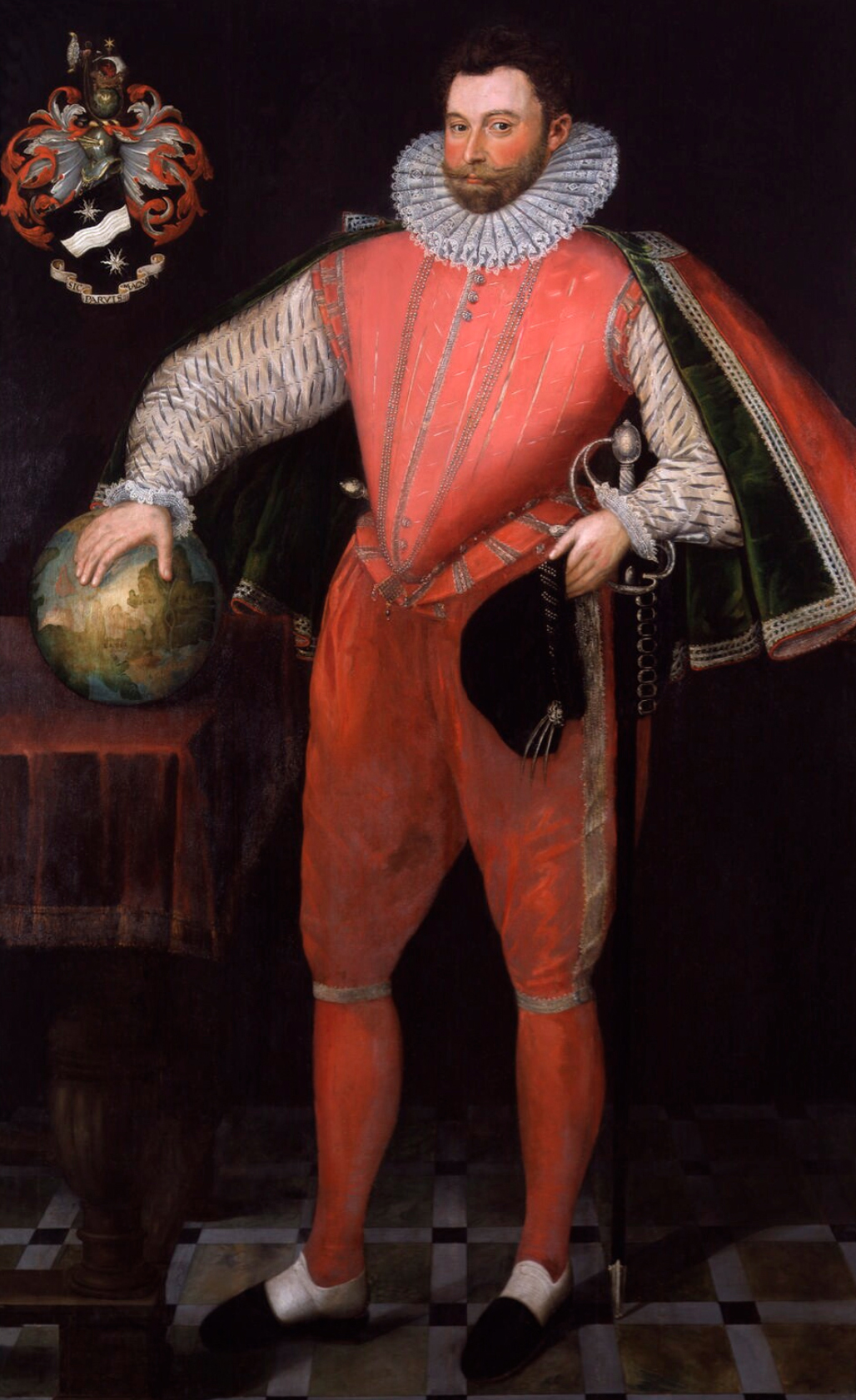
Sir Francis Drake

El corsario Francis Drake inició por encargo de la Corona británica unas de las campañas más ambiciosas contra los intereses españoles. Con cinco embarcaciones provistas de víveres, armas y hombres, zarpó de Plymouth el 13 de diciembre de 1577 en el Pelican, rebautizado más tarde como Golden Hind, con la misión de atacar a las colonias españolas a lo largo de la costa americana del océano Pacífico. Su viaje por el Atlántico demoró nueve meses, en los que se dedicó a asaltar naves españolas y portuguesas. Al cruzar el estrecho de Magallanes una gran tempestad le hizo perder una de las tres naves que quedaban; otra regresó a Inglaterra, por lo que Drake continuó su travesía solo con el Golden Hind. En noviembre llegó a isla Mocha, en la costa del golfo de Arauco, donde se enfrentó con los nativos. Drake continuó su viaje hacia el norte y, al principio, pasó de largo por Valparaíso, que en ese tiempo ni siquiera figuraba en las cartografías. Al llegar a la bahía de Papudo, se encontró con un grupo de changos pescando en sus balsas de cueros de lobos marinos. Drake y sus huestes fueron bien recibidos por este grupo de nómades, que los agasajaron por varios días en sus precarias chozas levantadas a orillas del mar. Durante la estadía se almacenó en la nave charqui de guanaco y conejo, tocino, mieles y leche. Allí se enteró de que una nave cargada de oro se encontraba fondeada en una pequeña bahía más al sur. Drake, sin dudarlo, regresó unas cuantas millas al sur hasta el pequeño poblado de Valparaíso, donde encontró la nave de Hernando Lamero, quien tenía en su barco una partida de casi 25.000 pesos de oro en polvo que había transportado desde Valdivia, y en esos momentos se encontraba estibando unas vasijas de vino que llevaría al Callao. No hubo resistencia al ataque de los ingleses: Lamero se lanzó al agua y huyó, advirtiendo sobre lo que acontecía a la escasa población del lugar. 
A continuación, Drake saqueó el poblado, que había sido abandonado. Por tres días, los tripulantes del Golden Hind festinaron en Valparaíso con el vino y las provisiones. Luego, partieron hacia el norte para guarecerse nuevamente en la bahía de Papudo, llevando consigo el oro de Lamero, cerca de dos mil vasijas de vino, unos 70.000 en utensilios y joyas de oro y plata, así como las vinajeras y el cáliz robados de la iglesia. Además, se llevó orégano, nueces y tablas de alerce provenientes de Valdivia. Desde aquel hecho, la expedición de Drake por el Pacífico adquirió su fama de terror y espanto, que hacía huir a todo cristiano al grito “¡El Draque!”. La leyenda dice que Drake —antes de proseguir su expedición hacia el norte—, temeroso de caer prisionero de los buques españoles, enterró en algún rincón de la Quebrada de Francis, hoy conocida como la Quebrada del Francés, el botín obtenido en el Atlántico, en el sur Chile y en Valparaíso.
Se dice que ya siendo vicealmirante decidió rescatar el tesoro que había escondido en Papudo, y que ese fue motivo de su regreso a América en 1596; no obstante, murió de disentería en Portobelo, puerto del mar Caribe (Panamá), sin llegar a cruzar nuevamente al Pacífico.

## Geografía

### Geomorfología
La comuna de Papudo se encuentra emplazada en la unidad geomorfológica de Planicie marina o fluviomarina. A este valle costero de Chile se le considera como el extremo norte de la zona mesomórfica.

### Clima
Presenta según la clasificación climática de Köppen clima mediterráneo de lluvia invernal (Csb), clima mediterráneo de lluvia invernal e influencia costera (Csb (i)), clima semiárido (BSk) y clima semiárido de lluvia invernal (BSk (s)). Se caracteriza por lluvias que van desde los 450 mm por año, lo que permite, en comparación al Norte Chico, un mayor desarrollo de la vegetación y de los caudales de los ríos que aumentan en tamaño como en volumen. Así sucede con los ríos Ligua y Petorca, que desembocan sus aguas en el borde costero de la comuna. 

### Hidrología
Esta además se halla entre las cuencas hidrográficas de Costeras del río La Ligua y río Aconcagua, río La Ligua y río Petorca. Además, la comuna posee diversos cuerpos de agua, entre los que se destacan el río La Ligua y río Petorca.

## Medio ambiente

Trazado simplificado de los ecosistemas y cuerpos de agua presentes en la comuna de Papudo.

### Componentes bióticos
Dentro del territorio de la comuna se pueden hallar los siguientes ecosistemas:
- Bosque esclerófilo mediterráneo costero donde predominan Lithrea caustica y Cryptocarya alba (Casi amenazado)
- Matorral arborescente esclerófilo mediterráneo costero donde predominan Peumus boldus y Schinus latifolius (Preocupación menor)

### Flora y fauna

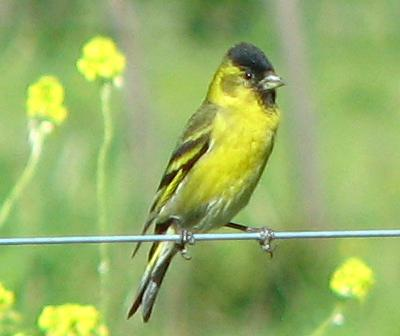
Jilguero o cabecita negra austral.

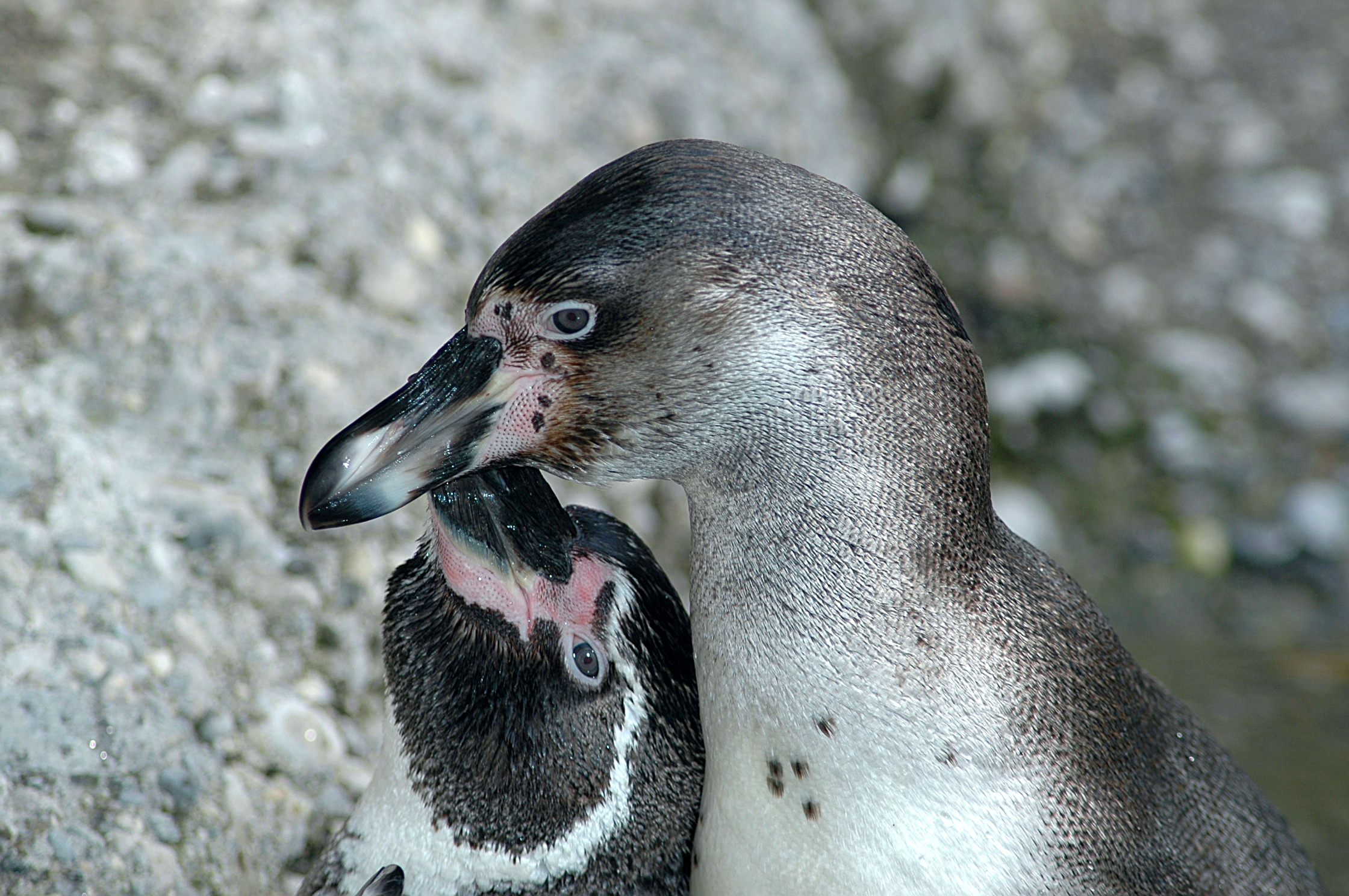
Pareja de pingüinos de Humboldt.

La zona interior de la comuna, conocida como Pullally y Cabo Verde, se caracteriza por la estepa de arbustos espinosos donde predomina el espino y el tebo (Retanilla trinervia). Luego, en los sectores más soleados, que miran al norte se encuentran arbustos como el guayacán, algarrobo, quillay, molle y otros asociados al espino. 
En la zona inmediatamente a orillas de la costa se puede encontrar vegetación asociada a un matorral arbustivo costero formado por especies como el peumo, boldos, maitenes, junto a hierbas y gramíneas. En las áreas más húmedas (como fondos de quebradas) hay litres, quilas, pataguas y enormes helechos. 

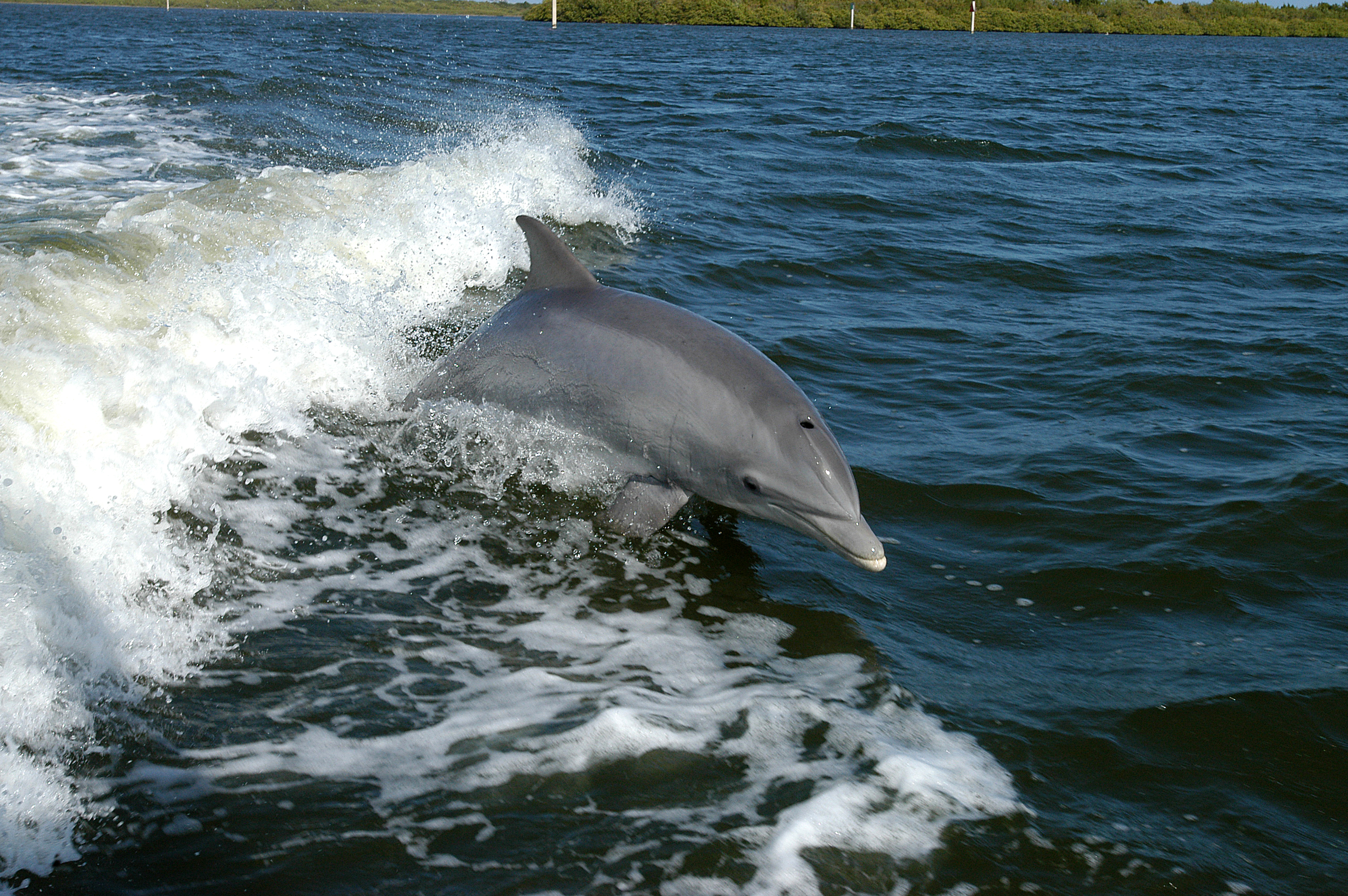
Delfín nariz de botella.

Asimismo, sobre los pocos metros sobre el nivel del mar, existe el denominado bosque esclerófilo, formado por especies arbóreas como quillay, litre, molle, belloto, boldo y peumo.
Algunos de los mamíferos que se pueden encontrar son los zorros culpeo y chilla; güiñas, gatos monteses y pumas (aunque prácticamente estos últimos han desaparecido de la zona, se han descrito avistamientos en los cerros Pulmahue, El Cobre y Las Cenizas); roedores como el cururo, el coipo, el cuy y las especies invasoras de conejo y liebre. En el borde costero encontramos al chungungo, a los delfines de Commerson (tonina overa) y nariz de botella; en la isla que adorna su bahía hay importantes colonias de los lobos marinos de uno y dos pelos.
Entre las aves se encuentra el chincol, la tenca, la codorniz, la perdiz martineta, la loica, el gorrión, el cabecita negra austral, llamado simplemente jilguero en Chile, el cometocino de Gay, el picaflor pingarita, el colibrí gigante, el cernícalo, garzas (Egretta thula y Ardea alba), el pato cuchara y de collar, la tagua; entre las aves marinas que pueblan sus costas encontramos principalmente a gaviotas occidentales, andinas y de Franklin; pelícanos, cormoranes negros o yecos, pingüinos de Humboldt, playeros y piqueros.

### Medidas de protección ambiental y conflictos socioambientales
Hasta 2022, la comuna de Papudo cuenta con las siguientes zonas que poseen algún nivel de protección ambiental:
- Bosques de Zapallar (Sitios Ley 19.300)[13]
- Estuario Río La Ligua (Sitios ERB)[14]
- Humedal Estero Agua Salada (Humedal urbano)[15]
- Papudo (Sitios ERB)[16]
- Parque El Boldo (Bosques de Zapallar) (Iniciativa de Conservación Privada)[17]
- río La Ligua (Sitios ERB)[18]
- río Petorca (Sitios ERB)[19]
- Santuario de la Naturaleza Humedal Salinas de Pullally - Dunas de Longotoma (Santuario de la Naturaleza)[20]

## Administración

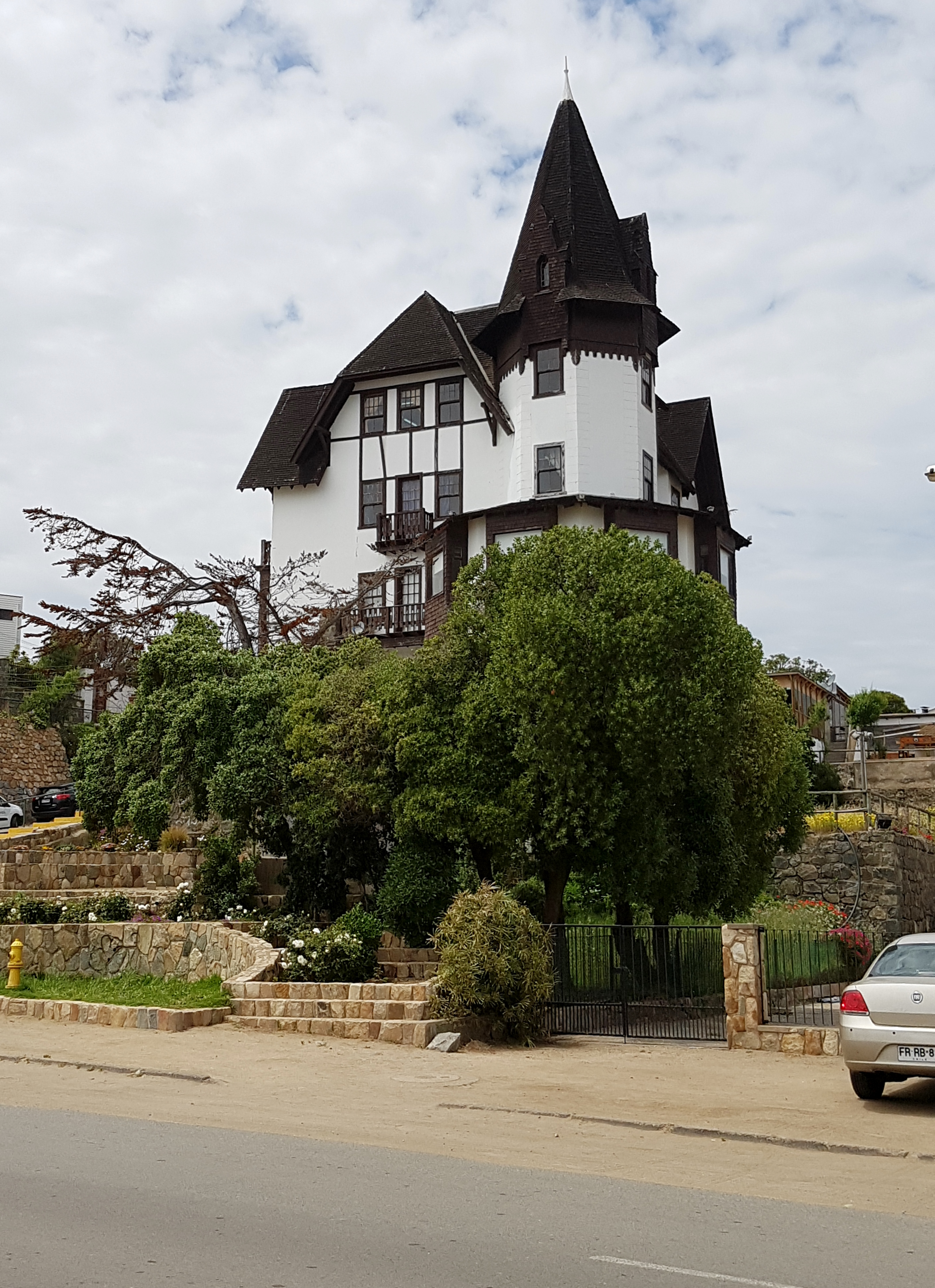
El chalet Recart, sede de la alcaldía; noviembre de 2017

### Municipalidad
La Municipalidad de Papudo es dirigida desde 2021 por la alcaldesa Claudia Adasme Donoso (RN). Esta es asesorada para el periodo 2024-2028 por los concejales:
- José Salinas Gutiérrez (Ind./UDI)
- Juan Hernán Gallardo Sagredo (RN)
- Gonzalo Olmos Fernández (Ind./DC)
- Cecilia Rivera Godoy (Ind./PPD)
- Daniel Muñoz Navarro (Ind./FA)
- Juan Ignacio Reinoso Méndez (Ind./RN)

### Representación parlamentaria
A nivel parlamentario, la comuna pertenece al Distrito Electoral n.º 6 y a la VI Circunscripción Senatorial (Región de Valparaíso). Es representada en la Cámara de Diputados y Diputadas del Congreso Nacional por los diputados Diego Ibáñez (CS), Francisca Bello (CS), Nelson Venegas (PS), Carolina Marzán (PPD), Andrés Longton (RN), Camila Flores (RN), Chiara Barchiesi (PRCh) y Gaspar Rivas (PDG) en el periodo 2022-2026. A su vez es representada en el Senado de Chile por los senadores Francisco Chahuán (RN), Kenneth Pugh (RN), Ricardo Lagos Weber (PPD), Isabel Allende (PS) y Juan Ignacio Latorre (RD).

## Economía
La actividad económica de la comuna de Papudo se divide en los siguientes sectores:
- Pesca artesanal: En esta actividad encontramos distintos grupos de personas, los cuales están dedicados a trabajar en las diversas áreas que ofrece la Pesca Artesanal, como los pescadores, quienes se dedican, principalmente, a la extracción de los productos del mar, junto con estos están los Faenadores y quienes preparan la red para la pesca. Esta actividad se concentra en las caletas de Papudo y Ligua (esta última, en la desembocadura del río del mismo nombre, en Las Salinas de Pullally, ya casi no presenta actividad).
- Construcción: El desarrollo de esta actividad se ha transformado en la actividad económica en la comuna de Papudo, puesto que ha tenido un crecimiento explosivo en los últimos años, lo que ha significado trabajo para los habitantes locales y de ciudades vecinas, importantes ingresos para los que arriendan sus casas a los trabajadores que provienen de lugares apartados y un revitalización importante en el comercio.
- Hotelería: Es una actividad que se hace muy fuerte en los meses de verano, por la gran afluencia de turistas que llegan al balneario; en ella trabaja un número considerable de papudanos.
- Servicios domésticos e inmobiliarios: Variadas labores realizadas principalmente por mujeres de la comuna, que trabajan de niñeras, asesoras de hogar, cuidadoras de casas de veraneo en los meses de invierno, camareras, etc. La mayor demanda es en los meses de verano, debido al considerable aumento de visitantes. En los servicios inmobiliarios se emplean principalmente hombres que trabajan como conserjes, vigilantes, guardias de seguridad, mantenimiento, etc.
- Agricultura: Es la principal actividad que se da en las localidades rurales de Pullally y Las Salinas; se trata de una actividad considerada solo de subsistencia puesto que se da a muy baja escala, aunque hay algunas excepciones. Las producciones más importantes son los claveles, paltas, aceitunas, naranjas y semillas.

En 2018, la cantidad de empresas registradas en Papudo fue de 184. El Índice de Complejidad Económica (ECI) en el mismo año fue de -0,69, mientras que las actividades económicas con mayor índice de Ventaja Comparativa Revelada (RCA) fueron Servicios Relacionados con la Pesca, excepto Servicios Profesionales (453,9), Producción en Viveros, excepto Especies Forestales (33,77) y Venta al por Menor de Gas Licuado en Bombonas (30,24).

## Cultura

### Gastronomía
En el plano gastronómico, la comuna tiene platos que van desde los pescados y mariscos, hasta los típicos del lugar como el conejo escabechado o el erizo de Papudo. Otro producto tradicional, principalmente para las familias locales, son las pencas, tallos de una planta gunneráceas que se consumen en los meses de invierno y a principios de primavera, principalmente en ensaladas, aunque tienen un sinfín de preparaciones.
Se destaca también la quínoa con frutilla, un refresco popular en el sector de Las Salinas, creado por un agricultor de la zona.
La jaiba remadora o de playa es recolectada por la población local durante los meses de abril y octubre a orillas de la playa; son capturadas con rastrillos o palos con ganchos cuando salen a la arena. Aunque son consumidas principalmente por los habitantes del balneario, algunos restaurantes, durante los meses de recolección, están incursionando en su utilización comercial.

## Lugares de interés

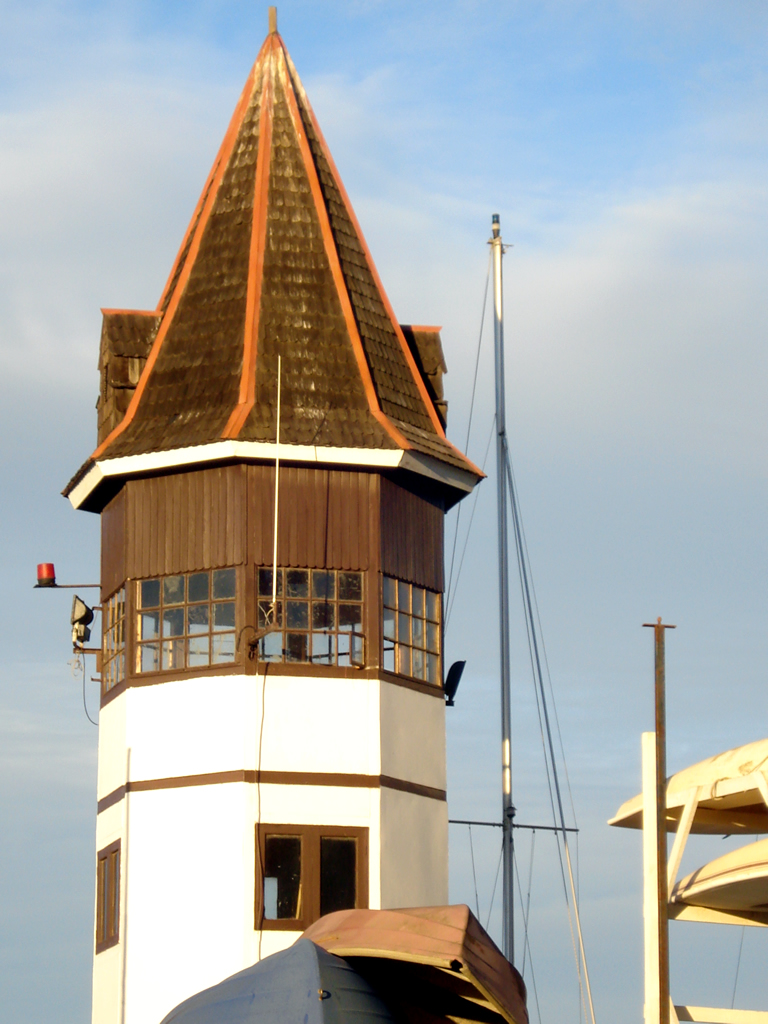
Torre del club de yates.

El principal atractivo es su balneario con sus tradicionales playas; la comuna ofrece también otras actividades al aire libre como trekking (senderismo), cabalgatas, expediciones subacuáticas, surf, mountain bike, turismo rural y arqueológico, además de diversas actividades artísticas como la Feria Internacional de Integración o simplemente Feria Internacional de Papudo (FIP), que se realiza cada mes de febrero (en 2018 celebró su duodécima edición).
La ciudad cuenta con 2 playas aptas para el baño, la Grande y Chica, además de otras más lejanas como El Lilén, Playillas y Salinas de Pullally. En sus alrededores existen varias quebradas —como las del Francés, del Maqui y del Tigre— aptas para caminatas o cabalgatas donde poder observar la flora y fauna. 
En el sector del cementerio parroquial de Papudo, aledaño al de Zapallar, se puede observar con mayor tranquilidad la fauna local, además de hermosos rompeolas provocados por las rocas cortadas a pique. Desde la caleta se puede navegar hasta la isla de Lobos y observar muy de cerca una gran cantidad de pingüinos de Humboldt, lobos de mar y otros mamíferos marinos. 

### Otros lugares de interés

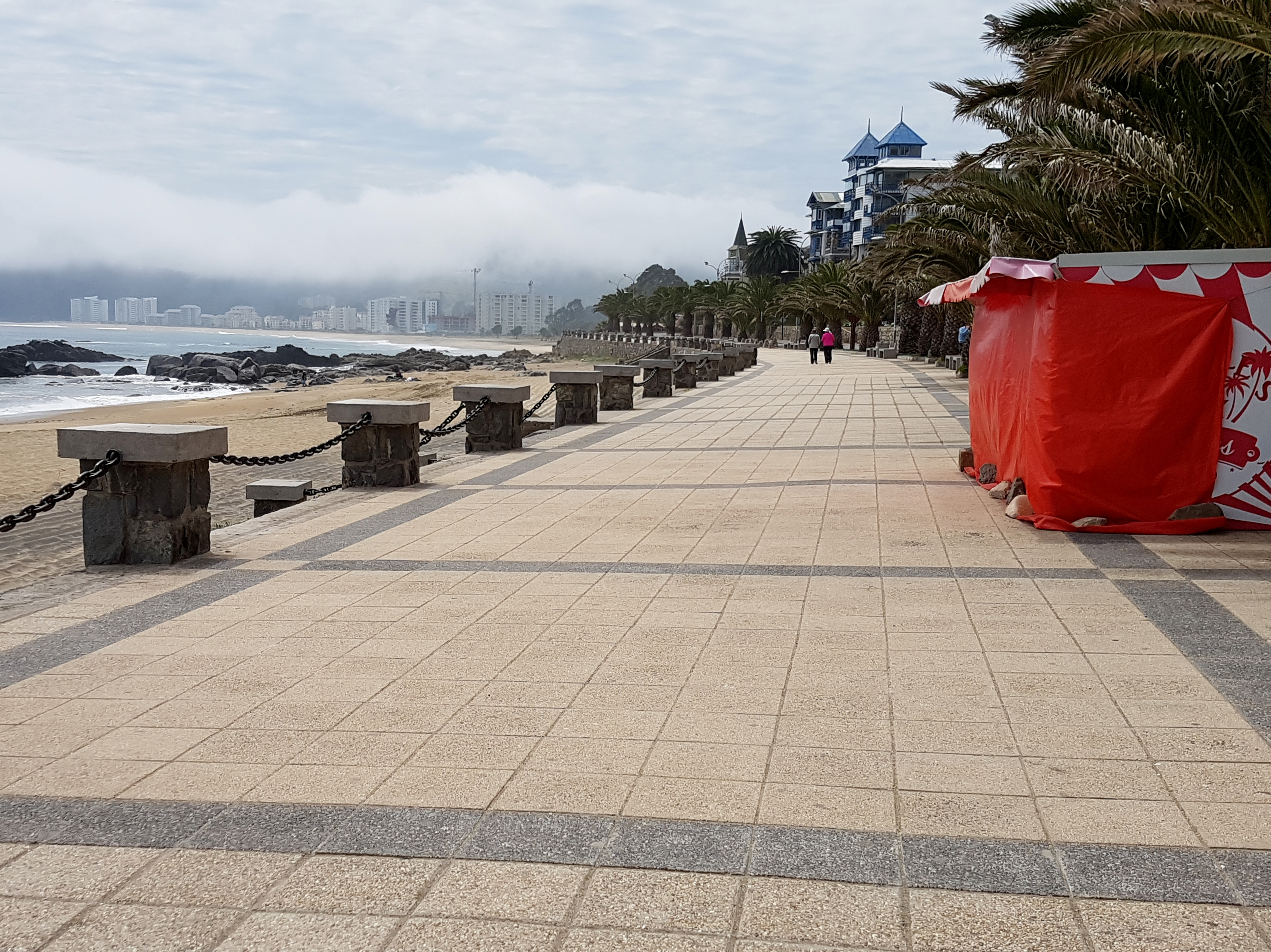
La Terraza

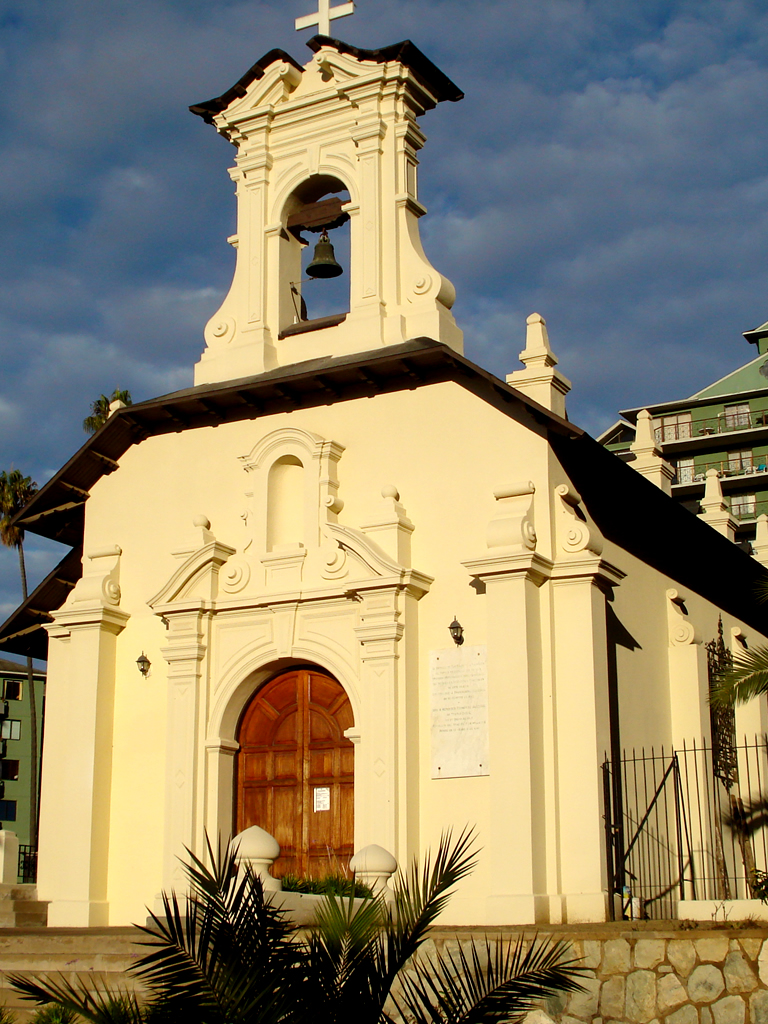
Iglesia de Nuestra Señora de las Mercedes.

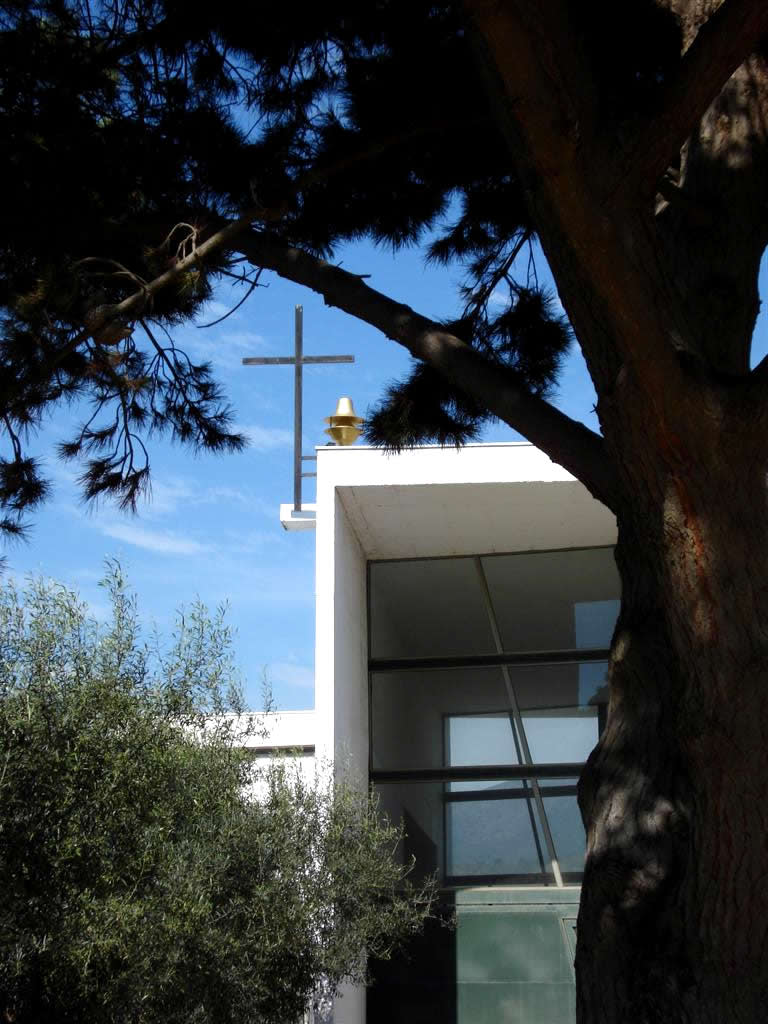
Templo San Pedro Pescador.

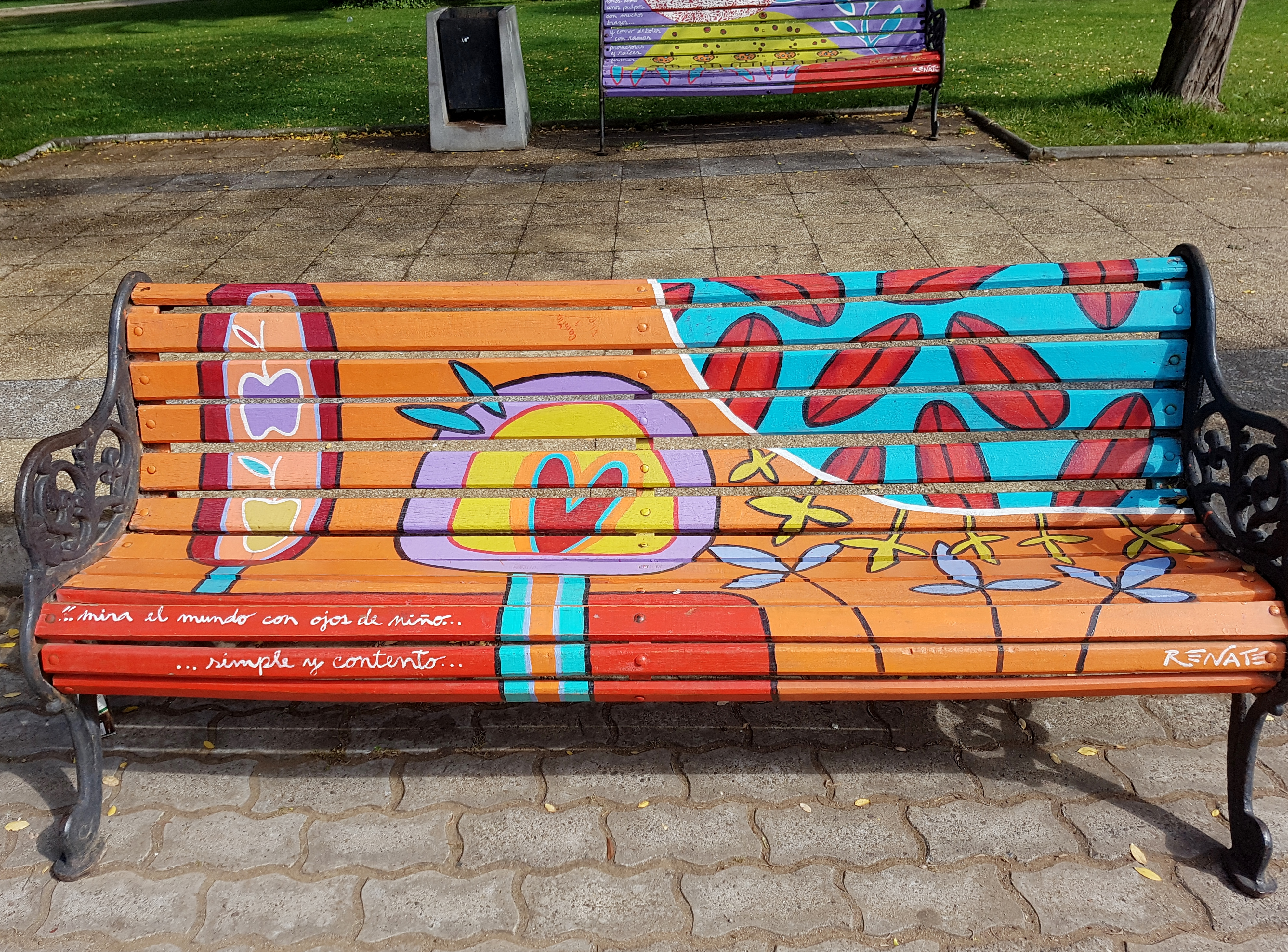
Bancas pintadas por Renate Neumann en la plaza

- La Terraza: paseo peatonal a orillas de la playa. Su trayecto principal va desde la gruta de la Virgen de Lourdes hasta avenida Glorias Navales, en un recorrido que bordea la playa Chica y una parte de la Grande.
- Chalet Recart: construcción diseñada por el afamado arquitecto Josué Smith Solar, destaca por su hermoso diseño y ubicación. Pertenece a la Municipalidad de Papudo, allí tiene su sede la alcaldía y en él se celebran a veces exposiciones de pintura, reuniones literarias y conciertos musicales.
- Ex Barco Rojo, ex Hotel Lilén: Construido originalmente con materiales extraídos del naufragio del bergantín francés Ville de Dijon, que en 1913 sucumbió en los roqueríos cercanos debido a un fuerte temporal; se encuentra sobre la arena, en el extremo sur de la playa Grande.
- Iglesia de Nuestra Señora de las Mercedes: templo de estilo neocolonial, obra del arquitecto Alberto Cruz Montt; fue construida en 1918 y declarada Monumento Histórico en 1995. Su planta es en forma de cruz latina, con una sola nave. La fachada del acceso destaca por sus formas y tallados de corte barroco, así como por el campanario. Restaurado en 2007, bajo la dirección del sacerdote diocesano Miguel Ángel Triviño. Pese a la construcción del templo nuevo, este sigue siendo (por decreto) sede de la parroquia Nuestra Señora de las Mercedes de Papudo.
- Templo de San Pedro Pescador: consagrada en 2008, esta iglesia sobria, moderna y de líneas puras, de 752 m², se ubica saliendo de Papudo camino a La Ligua, en el mismo lugar donde desde hace décadas se había levantado una capilla sufragánea de la parroquia de Las Mercedes. Su principal impulsor fue Miguel Ángel Triviño y el proyecto lo elaboraron Matías González, Alberto Rodríguez-Cano, Felipe Browne, Ximena Joannon y Alfredo Fernández (FG Arquitectos).[26]
- Gruta de la Virgen de Lourdes: ubicada donde se inicia el paseo peatonal de la terraza, frente a la triple esquina de la avenida Irarrázaval, calle 21 de Mayo y el camino a Zapallar. Cada año celebra novena y procesión a Nuestra Señora de Lourdes. La primera se inicia el 2 de febrero y la segunda se realiza el 11 del mismo mes.
- Monumento a los héroes: construido en piedra y placas de bronce en la avenida Irarrázaval, conmemora a los héroes del combate de Papudo, hecho ocurrido en la guerra contra España en 1865.
- Caleta de pescadores: ubicada al poniente de la playa Chica, es el lugar más tradicional del balneario; allí se puede observar la faenación, preparación y venta de los productos del mar por parte de los pescadores artesanales.
- Plaza de Armas: se encuentra entre las calles Chorrillos (poniente), Miraflores (oriente), Esmeralda (N) y Domingo Fernández (S). La plaza tiene césped, palmeras y otros árboles; se distingue por una treintena de bancas pintadas por la artista y diseñadora Renate Neumann. Al lado sur se encuentra el edificio consistorial, con dependencias municipales como la biblioteca; allí sesiona el Concejo; fue remodelado en 2016.
- Club de Yates de Papudo: fundado en 1955, cuenta con una sección de vela y otra de motonáutica. Durante el año este Club organiza importantes regatas y cursos de navegación y vela, en donde participan sus socios, como así también niños y jóvenes papudanos.
- Club de Golf de Papudo: ubicado al final de la calle Miraflores, tiene los greens de arena como recuerdo de los tiempos de su creación donde escaseaba el agua. Posee una filial conformada por los pobladores de Papudo, hecho que genera una situación única e inaudita en Chile, donde el golf, deporte practicado por la alta sociedad, aquí es un deporte popular. Desde 2010 tiene 18 hoyos.
- Club de Tenis de Papudo: ubicado en la avenida Irarrázaval, es el más antiguo de Chile, llamado originalmente Lawn-Tennis Papudo; dispone de seis canchas de arcilla y una de cemento; durante el verano se realizan importantes torneos, mientras que el resto del año se realizan cursos y clínicas para los niños y jóvenes papudanos.
- Cueva del Pirata: se encuentra en la costa, a 4 kilómetros al sur de Papudo; la gruta fue descubierta en 1917 de un gran temporal en este acantilado de rocas cortadas a pique, donde se introduce el mar, provocando el choque de las olas; en ella había un esqueleto humano junto a una serie de valiosos objetos, por lo que los lugareños piensan que en épocas coloniales los piratas y corsarios escondieron allí sus tesoros.
- Playa El Lilén: de arenas blancas y aguas cristalinas, esta playa ubicada al norte del balneario está rodeada por una barrera rocosa que impide la llegada de las olas a la orilla, generando una verdadera laguna en el mar, abrazada por un bosque de pinos y eucaliptus a cuyos pies se encuentran las ruinas de la cabaña de Fernando Irarrázaval.
- Parque Pullally: hermosa área ubicada en el kilómetro 160 de la carretera 5 Norte, que corresponde al sector principal de la exhacienda Pullally; está en proceso de recuperación: se proyecta instalar zonas de camping y senderos en medio de especies nativas y exóticas, muchas de ellas en peligro de extinción, además de organizar cabalgatas a la quebrada Las Palmas, que tiene árboles milenarios (robles, lingues y olivos), rodeados de una laguna natural; a un costado de esta se encuentran las ruinas de la casa patronal.
- Isla de los Lobos: pequeño islote rocoso ubicado hacia el norte de la bahía, donde se pueden observar colonias de lobos marinos y pingüinos de Humboldt; en las épocas de nidificación se convierte en refugio para miles de aves como pelícanos, albatros, cormoranes y gaviotas. Sus alrededores subacuáticos son considerados unos de los mejores y más hermosos para el buceo en Chile.
- Las Salinas: pintoresca localidad rural, a 12 kilómetros del balneario, constituida principalmente por familias dedicadas a la agricultura. En su borde costero hay una pequeña caleta de pescadores, que varan sus embarcaciones en la desembocadura del río Ligua; su extensa playa y oleaje hacen de este lugar un sitio privilegiado para la práctica del surf.

## Transporte

### Vías de comunicación terrestre
Se puede llegar por la autopista del Aconcagua Santiago - Los Vilos, o Carretera Panamericana Norte hasta el km 155, donde se encuentra la rotonda de Quínquimo, y desde allí se continúa el trayecto de 15 km por la ruta F-30-E que conduce al Gran Valparaíso y localidades intermedias por el sur, y a la ruta 5 Norte por el noreste.

### Buses
La ciudad no cuenta con un terminal de buses. Los con destino a Papudo se detienen en la plaza de Armas.
- Tur Bus: Santiago
- Sol del Pacífico: Valparaíso, Viña del Mar, Concón, Puchuncaví, Zapallar, La Ligua
- La Porteña: La Ligua, Cabildo, San Felipe, Los Andes
- Alfer Ltda.: Zapallar, La Ligua
- Transendero: Zapallar, La Calera, Quillota

### Transporte público local
- Taxis colectivos: solamente existen colectivos rurales con destino a La Ligua.

## Deportes

### Fútbol
3 clubes (Independiente, Miraflores y Unión Católica) de fútbol amateur de Papudo participan en la Asociación de Fútbol de Unión del Pacífico.

## Medios de comunicación

### Radioemisoras
Al ser comuna vecina de La Ligua, en Papudo es posible recibir la mayoría de las emisoras que transmiten desde el Cerro Pulmahue así como también se reciben emisoras de Pichidangui y Los Molles, la única señal con antena en Papudo es Radio Carolina, la cual es repetidora de la señal principal de Santiago 
FM
- 90.1 MHz - Estilo FM (La Ligua)
- 90.5 MHz - Radio Esperanza (Los Molles)
- 90.9 MHz - La Metro FM (La Ligua)
- 91.5 MHz - Happy Radio (Local)
- 92.3 MHz - Radio Somos (La Ligua)
- 92.9 MHz - Ser FM (La Ligua)
- 93.5 MHz - Armonía (La Ligua)
- 93.9 MHz - FM Okey (La Ligua)
- 95.3 MHz - Dulce FM (La Ligua)
- 96.3 MHz - Radio Carolina (Antena en la comuna, Repetidora de Santiago)
- 99.5 MHz - Radio Galaxia (Los Molles)
- 99.9 MHz - Raudal FM (La Ligua)
- 100.7 MHz - Radio Carnaval (La Ligua)
- 103.1 MHz - Dulce FM (Pichidangui)
- 103.9 MHz - Eclipse (La Ligua)
- 105.3 MHz - Crystal (La Ligua)

### Televisión
TDT
- 13.1 - TVN HD
- 13.2 - NTV